# Dan Futterman
Dan Futterman (Silver Spring, 8 de junho de 1967) é um ator e roteirista estadunidense. Foi indicado ao Oscar de melhor roteiro original na edição de 2015 pelo trabalho na obra Foxcatcher, ao lado de E. Max Frye, e na edição de 2006 por Capote.

## Prêmios e indicações
- Indicado: Oscar de melhor roteiro original - Capote (2005)
- Indicado: Oscar de melhor roteiro original - Foxcatcher (2014)

## Filmografia
| Ano       | Titulo                                 | Papel         | Notas |
| --------- | -------------------------------------- | ------------- | --- |
| 1991      | Daughters of Privilege                 | Ballard Moss  | Filme de Televisão |
| 1991      | The Fisher King                        | Second Punk   | |
| 1991      | Big Girls Don't Cry... They Get Even   | Josh          | |
| 1992      | Passed Away                            | Tom           | |
| 1992      | Another World                          | Alan          | Episódio Desconhecido |
| 1993      | Class of '61                           | Shelby Payton | Filme de Televisão |
| 1993      | Tracey Ullman Takes on New York        | Peter Levine  | Filme de Televisão |
| 1995      | New York News                          | Unknown       | Episódio: "New York News" |
| 1996      | The Birdcage                           | Val Goldman   | Venceu —Screen Actors Guild Award for Outstanding Performance by a Cast in a Motion Picture |
| 1996      | Breathing Room                         | David         | |
| 1996      | Far Harbor                             | Brad          | |
| 1997      | Shooting Fish                          | Dylan         | |
| 1997      | Caroline in the City                   | Seth          | Episode: "Caroline and the Cold Sesame Noodles" |
| 1997      | 1999                                   | Rufus Wild    | |
| 1998      | Thicker Than Blood                     | Griffin Byrne | Filme de Televisão |
| 1998      | When Trumpets Fade                     | Doug Despin   | Filme de Televisão |
| 1999–2005 | Judging Amy                            | Vincent Gray  | Elenco Principal (season 1–3, 6) Participação (season 5): 74 episódios |
| 1999      | Homicide: Life on the Street           | Marcus Hume   | Episódio: "A Case of Do or Die" |
| 1999      | Sex and the City                       | Stephan       | Episódio: "Evolution" |
| 2000      | Urbania                                | Charlie       | |
| 2002      | Enough                                 | Joe           | |
| 2003      | Will & Grace                           | Barry         | 4 episódios |
| 2004      | Gerald L'Ecuyer: A Filmmaker's Journey | Unknown       | Filme de Televisão |
| 2005      | Capote                                 | —             | Escritor Venceu—Boston Society of Film Critics Award for Best Screenplay Venceu—Independent Spirit Award for Best Screenplay Indicado—Academy Award for Best Adapted Screenplay Indicado—BAFTA Award for Best Adapted Screenplay Indicado—Broadcast Film Critics Association Award for Best Writer Indicado—Chicago Film Critics Association Award for Best Screenplay Indicado—Satellite Award for Best Adapted Screenplay Indicado—WGA Award for Best Adapted Screenplay |
| 2005–2006 | Related                                | Danny         | 9 episódios |
| 2007      | A Mighty Heart                         | Daniel Pearl  | |
| 2010      | In Treatment                           | —             | Produtor Executivo, Escritor 7 episódios |
| 2012      | Hello I Must Be Going                  | David         | |
| 2012      | Political Animals                      | Alex Davies   | 4 episódios |
| 2014      | Gracepoint                             | —             | Produtor Executivo, Escritor 10 episódios |
| 2014      | Foxcatcher                             | —             | Escritor Indicado—Academy Award for Best Original Screenplay Indicado—WGA Award for Best Original Screenplay |
| 2014      | Kill the Messenger                     | Leo Wolinsky  | |
| 2018      | The Looming Tower                      | —             | Produtor Executivo, 10 episódios |
| 2021      | American Rust                          | —             | Produtor Executivo, 9 episódios |

## Filmografia incompleta
- Enough (2002)[2]